# Olaf Rank
Olaf Rank (* 11. August 1971 in Ulm) ist ein deutscher Wirtschaftswissenschaftler, Universitätsprofessor für Betriebswirtschaftslehre und Unternehmensberater.

## Werdegang
Nach Abitur und Zivildienst absolvierte Rank eine zweijährige Ausbildung zum Bankkaufmann und Finanzassistenten bei der Deutschen Bank AG. Sein Studium der Betriebswirtschaftslehre und Ökonomie absolvierte er von 1994 bis 1999 an der Universität Hohenheim und Universität Mannheim. Parallel hierzu studierte er Musik mit dem Hauptfach Gesang an der Staatlichen Hochschule für Musik und Darstellende Kunst Mannheim-Heidelberg.
Von 1999 bis 2003 war Rank als wissenschaftlicher Mitarbeiter am Lehrstuhl für Internationales Management der Universität Mannheim tätig. Dort promovierte er 2003 im Fach Betriebswirtschaftslehre mit dem Prädikat "summa cum laude". Seine mit dem Klaus-O.-Fleck-Preis der IHK Mannheim ausgezeichnete Dissertation trägt den Titel „Formale informelle Organisationsstrukturen: Eine Netzwerkanalyse des strategischen Planungs- und Entscheidungsprozesses multinationaler Unternehmen“. Von 2003 bis 2005 war Rank als Oberassistent am Institut für Marketing und Unternehmensführung der Universität Bern tätig. Hieran schloss sich eine Anstellung als Assistenzprofessor für Internationales Management am gleichen Institut in der Zeit von 2005 bis 2008 an. Im Februar 2008 habilitierte er sich im Fach Betriebswirtschaftslehre („venia docendi“) an der Universität Bern.
Im Anschluss an seine Habilitation nahm Rank im Frühjahr 2008 einen Ruf auf die Professur für Organisation und Unternehmensführung an die Universität Göttingen an, gleichzeitig lehnte er einen Ruf an die Universität Passau ab. Im Jahr 2011 folgte er schließlich einem Ruf an die Universität Freiburg auf den Lehrstuhl für Organisation und Personal. Im Jahr 2014 erhielt er einen weiteren Ruf an die Universität Stuttgart, den er ablehnte.

## Wissenschaftliche Tätigkeit
Rank bearbeitet die Themengebiete Organisation, Human Resource Management sowie strategisches und internationales Management. Sein Spezialgebiet sind Methoden der (quantitativen und qualitativen) Netzwerkanalyse zur Untersuchung von Strukturen und Prozessen innerhalb und zwischen Unternehmen. Seine wissenschaftlichen Veröffentlichungen umfassen drei Buchpublikationen sowie zahlreiche wissenschaftliche Beiträge in nationalen und internationalen Fachzeitschriften. Seine Forschungsergebnisse präsentiert er regelmäßig auf nationalen und internationalen Fachtagungen und Konferenzen.
Neben seiner Publikationstätigkeit ist Rank als Gutachter für nationale und internationale Fachzeitschriften und Konferenzen tätig. Er ist Mitglied mehrerer akademischer Vereinigungen, u. a. der Academy of Management, der Strategic Management Society, des International Network for Social Network Analysis (INSNA), der European Group for Organization Studies sowie des Verbandes der Hochschullehrer für Betriebswirtschaftslehre (VHB).

## Lehrtätigkeit
Olaf Rank bietet Lehrveranstaltungen in Bachelor-, Master- und Doktorandenprogrammen an. Daneben ist er seit vielen Jahren im Bereich der Executive Education tätig. Thematisch umfassen seine Veranstaltungen insgesamt primär drei Themenfelder:
- Unternehmensführung (Unternehmenstheorie, strategisches Management)
- Organisation und Personal (Organisations- und Personaltheorie, Organisations- und Personalentwicklung, Leadership, Organizational Behavior)
- Forschungsmethode (Methoden der empirischen Organisations- und Sozialforschung, soziale Netzwerkanalyse)

## Veröffentlichungen (Auswahl)
- Rollentypologien von Tochtergesellschaften. Ansätze und Implikationen für das internationale Management. Döbler & Rössler, Stuttgart 2000.
- Formale und informelle Organisationsstrukturen: Eine Netzwerkanalyse des strategischen Planungs- und Entscheidungsprozesses multinationaler Unternehmen. Gabler, Wiesbaden 2003.
- Unternehmensnetzwerke. Erfassung, Analyse und erfolgreiche Nutzung. Springer-Gabler, Wiesbaden 2015.